# Dimitris Koutsoumpas
Dimitris Koutsoumpas (Grieks: Δημήτρης Κουτσούμπας) (Lamia, 10 augustus 1955) is een Grieks politicus voor de Communistische Partij van Griekenland (KKE). Sinds 2013 is hij algemeen secretaris van de partij en sinds 2015 zetelt hij als volksvertegenwoordiger in het Parlement van Griekenland namens Athene. 

## Levensloop
Koutsoumpas groeide op in een activistisch gezin. Zijn familie was actief in het Grieks Nationaal Bevrijdingsfront en zijn vader werd in 1945 gevangengezet en 8 jaar verbannen. Koutsoumpas studeerde rechtsgeleerdheid aan de Universiteit van Athene en werd lid van de Communistische Jeugd van Griekenland (KNE). Hij nam in november 1973 als eerstejaarsstudent deel aan de massale studentenprotesten tegen het Griekse Kolonelsregime. 
In 1987 werd hij voor de eerste keer verkozen tot het centraal comité van de KKE. In 1996 werd hij lid van het politiek bureau en werd hij directeur van Rizopastis, de partijkrant. Verder was hij op een bepaald moment hoofd van het departement internationale verhoudingen. In 2000 en 2007 stelde Koutsoumpas zich kandidaat in de Griekse parlementsverkiezingen vanuit Boeotië; hij werd niet verkozen. Op het 19e partijcongres in 2013 kozen de leden van de partij hem als algemeen secretaris en volgde hij Aleka Papariga op.
Bij de parlementsverkiezingen van januari 2015, waarin SYRIZA net geen absolute meerderheid haalde, ging de KKE van 12 naar 15 zetels en raakte Koutsoumpas verkozen. Sindsdien zit hij de KKE-fractie voor.